# Zhong Yuan Hai Yun Lu Shui 01
Die Zhong Yuan Hai Yun Lu Shui 01 und ihr Schwesterschiff Zhong Yuan Hai Yun Lu Shui 02 sind 2024 die größten rein elektrisch angetriebenen Containerschiffe weltweit. In Medien wird das Typschiff abweichend vom Registernamen auch Green Water 01 genannt.

## Geschichte
Die beiden Schiffe wurden vom 712 Research Institute der China Shipbuilding Industry Corporation in Wuhan entworfen und 2023 bei der chinesischen Werft COSCO Shipping Heavy Industry in Yangzhou gebaut.

## Beschreibung
Die Schiffe sind für den Transport von Containern zwischen Nanjing und Shanghai auf dem Fluss Yangtze vorgesehen, die über 300 Kilometern entfernt liegen. Dadurch sollen pro Jahr knapp 3000 Tonnen CO2 eingespart werden.
Die Schiffe verfügen über vorne über der Back angeordnete Aufbauten und einen lukendeckellosen Laderaum. Dies erleichtert den automatisierten Umschlag der Container. Der Laderaum ist in drei Abteilungen unterteilt. Die Kapazität des Schiffes beträgt 700 TEU.
Angetrieben werden die Schiffe elektrisch von je zwei Elektromotoren mit jeweils 900 kW Leistung. Sie sind mit Bugstrahlrudern ausgestattet. Die Akkumulatoren mit einer Kapazität von zusammen 57,600 kWh sind in 36 20-Fuß-Containern untergebracht, die in Cellguides achtern über der Antriebsanlage gestaut werden und in den regelmäßig angelaufenen Häfen getauscht werden können.